# Административно-территориальные единицы регионов Российской Федерации
Административно-территориальные единицы регионов Российской Федерации
Список всех видов административно-территориальных единиц регионов Российской Федерации. Также в числе объектов административно-территориального устройства приведены территориальные образования, не являющиеся юридически административно-территориальными единицами, но фактически использующиеся в таком качестве.
Курсивом выделены административно-территориальные единицы, которые заявлены, но при этом не организованы.
Подчёркнуты территориальные единицы, которые наделены административно-территориальной функцией. Территориальные единицы, которые заявлены, но при этом не организованы, выделены курсивом и подчёркнуты.
| №         | регион (первый уровень)                                                    | второй уровень | третий, четвёртый уровень |
| --------- | -------------------------------------------------------------------------- | --- | --- |
| 1e-06     | республики                                                                 | | |
| 1         | Республика Адыгея                                                          | республиканский городской округ район | городской населённый пункт - город (республиканского значения, районного значения) - посёлок городского типа, дачный посёлок, курортный посёлок сельский населённый пункт: аул, станица, село, посёлок, хутор |
| 2         | Алтай                                                                      | город район (аймак) | сельское поселение - национальное сельское поселение (де-факто) населённые пункты, находящиеся в составе районов (аймаков) городской населённый пункт - город - посёлок городского типа: рабочий посёлок, курортный посёлок сельский населённый пункт: село, посёлок |
| 3         | Республика Башкортостан                                                    | город республиканского значения район - составная административно-территориальная единица, приравненная по статусу к району закрытое административно-территориальное образование | городской район сельсовет, поссовет, город районного значения |
| 4         | Республика Бурятия                                                         | город республиканского значения район - национальный район | городской район городской населённый пункт - город - посёлок городского типа сельсовет, сомон - национальный сельсовет |
| 5         | Республика Дагестан                                                        | город республиканского значения район республиканского значения - участок - национальный район (де-факто) территориальный округ | район города, посёлок, село посёлок, сельсовет, село |
| 6         | Республика Ингушетия                                                       | город республиканского значения район | административный округ, муниципальный округ (заменён на административный) село, станица иные административно-территориальные образования |
| 7         | Кабардино-Балкарская Республика                                            | город республиканского значения (подчинения) район | |
| 8         | Республика Калмыкия                                                        | город республиканского значения район республиканского значения | АТО с особым статусом городской населённый пункт - город (районного значения) - рабочий посёлок территориальная единица (сельская администрация) сельский населённый пункт: село, посёлок |
| 9         | Карачаево-Черкесская Республика                                            | город республиканского значения район - национальный район (де-факто) | |
| 10        | Республика Карелия                                                         | город республиканского значения район - национальный район | |
| 11        | Республика Коми                                                            | административно-территориальное образование - город республиканского значения с подчинённой территорией - район - национальный район (де-факто) | административная территория: город республиканского значения с прилегающей территорией, район в городе, город районного значения с подчинённой территорией, посёлок городского типа с подчинённой территорией, посёлок сельского типа с подчинённой территорией, село с подчинённой территорией населённый пункт - городской: город (республиканского значения, районного значения), посёлок городского типа - сельский: село, посёлок, деревня |
| 12        | Республика Крым                                                            | город республиканского значения с подчинённой территорией район | внутригородской район |
| 13        | Республика Марий Эл                                                        | город республиканского значения район - национальный район (де-факто) | город районного значения посёлок городского типа сельский округ |
| 14        | Республика Мордовия                                                        | город (город республиканского значения) район | район в городе город (город районного значения) рабочий посёлок сельсовет |
| 15        | Северная Осетия — Алания                                                   | город (республиканского подчинения) район | городской (внутригородской) район город районного подчинения, сельский округ |
| 16        | Республика Татарстан                                                       | город республиканского значения район | район в городе |
| 17        | Республика Тыва                                                            | город республиканского значения (городской округ) кожуун (муниципальный район) - национальный район (де-факто) | городское поселение: город районного значения, посёлок городского типа сельское поселение (сумон) |
| 18        | Удмуртская Республика                                                      | город республиканского значения район | городской (внутригородской) район город районного значения, поссовет, сельсовет |
| 19        | Республика Хакасия                                                         | город район | посёлок городского типа (поссовет), сельсовет |
| 20        | Чеченская Республика                                                       | город республиканского значения район | внутригородской район, село, посёлок городской населённый пункт: город сельский населённый пункт: посёлок, село, станица, хутор, центральная усадьба, ДТС |
| 21        | Чувашская Республика — Чувашия                                             | город республиканского значения район | город районного значения городское поселение сельское поселение сельский населённый пункт: село, посёлок, посёлок городского типа, деревня, выселок - посёлок городского типа: рабочий, курортный, дачный посёлок |
| 22        | Республика Саха (Якутия)                                                   | город республиканского значения район (улус) - национальный | административная территория (округ) микрорайон село наслег (сельский округ) города республиканского значения городское поселение: город республиканского подчинения, город районного (улусного) подчинения, посёлок городского типа (рабочий посёлок) наслег (сельский округ) - национальный наслег сельское поселение: село |
| 22.000002 | края                                                                       | | |
| 23        | Алтайский                                                                  | город краевого значения район (сельский район) - национальный район закрытое административно-территориальное образование | внутригородской район сельская, поселковая администрация город районного значения посёлок городского типа районного значения (поссовет) сельсовет - национальный сельсовет |
| 24        | Забайкальский                                                              | округ (административно-территориальная единица с особым статусом) район (административный район) - район в составе округа | |
| 25        | Камчатский                                                                 | округ (административно-территориальная единица с особым статусом) город краевого подчинения район - район в составе округа - обособленная единица - район с входящим в состав городом краевого подчинения - национальный район (де-факто) закрытое административно-территориальное образование | населённый пункт - городской - город: административный центр, краевого подчинения, районного подчинения - посёлок городского типа: рабочий, курортный, дачный - сельский: село, посёлок, хутор, иной населённый пункт |
| 26        | Краснодарский                                                              | город район - национальный район город краевого подчинения (согласно Росстату) | внутригородской район, внутригородской округ поселение - поселковый округ - сельский, станичный округ - национальный сельский округ (де-факто) населённый пункт - городской - город - посёлок городского типа - сельский: станица, село, посёлок, хутор, аул |
| 27        | Красноярский                                                               | округ - национальный округ краевой город район - район без районных городов, посёлков городского типа и сельсоветов - административно-территориальная единица с особым статусом - национальный район (де-факто) - национальный район закрытое административно-территориальное образование административно-территориальная единица со специальным статусом специальный административный округ специальная административная зона | район в городе районный город посёлок городского типа городской посёлок - национальный посёлок (городской) сельсовет - национальный сельсовет посёлок, село, деревня - село с подчинёнными населёнными пунктами |
| 28        | Пермский                                                                   | округ (административно-территориальная единица с особым статусом) город краевого значения район (административный район) - район в составе округа закрытое административно-территориальное образование | район в городе городской населённый пункт - город (краевого, районного значения) - посёлок городского типа: рабочий, курортный, дачный сельский населённый пункт: село, деревня, посёлок, хутор, иное (станица, казарма, разъезд, посёлок станции) |
| 29        | Приморский                                                                 | город краевого подчинения административный район | внутригородской район |
| 30        | Ставропольский                                                             | город краевого значения - город-курорт район - национальный район (де-факто) городской округ муниципальный округ | внутригородской район городской населённый пункт - город - посёлок - пригородный посёлок сельсовет сельский населённый пункт: село, посёлок, хутор, станица, аул |
| 31        | Хабаровский                                                                | город краевого значения район - национальный район (де-факто) | внутригородской район городской населённый пункт - город: областного значения, краевого значения - рабочий посёлок сельский населённый пункт: село - национальное село |
| 31.000003 | области                                                                    | | |
| 32        | Амурская                                                                   | город район посёлок городского типа (рабочий посёлок, де-факто) закрытое административно-территориальное образование городской округ - город - рабочий посёлок (посёлок городского типа) - городской округ с внутригородским делением - закрытое административно-территориальное образование муниципальный округ муниципальный район                                                                                           | внутригородской район поселение - городское поселение - сельское поселение - национальное сельское поселение (де-факто) населённый пункт - городской - город - рабочий посёлок (посёлок городского типа) - сельский: посёлок, село, железнодорожная станция, железнодорожный разъезд, железнодорожный блокпост |
| 33        | Архангельская без учёта Ненецкого автономного округа                       | город областного значения район - район без сельсоветов закрытое административно-территориальное образование островная территория иные АТЕ | территориальный округ города областного значения город районного значения посёлок городского типа (рабочий посёлок) с подчинённой территорией населённый пункт - городской - город - посёлок городского типа (рабочий посёлок) - сельский: посёлок сельского типа, село, деревня, железнодорожная станция, станция, хутор, железнодорожный разъезд, разъезд, населённый пункт иные АТЕ |
| 34        | Астраханская                                                               | город областного значения район закрытое административно-территориальное образование | внутригородской район город районного значения посёлок городского типа сельсовет |
| 35        | Белгородская                                                               | город областного значения район | округ городской район - микрорайон административно-территориальные единицы муниципальных образований - административный округ - межмуниципальный округ - муниципальный округ - сельский округ |
| 36        | Брянская                                                                   | город областного значения район | городской район административный округ - городской - поселковый - сельский |
| 37        | Владимирская                                                               | административно-территориальное образование - город - районное (район) - закрытое административно-территориальное образование | административно-территориальная единица - район в городе - населённый пункт - городской: город, посёлок - сельский: село, деревня, посёлок, иной |
| 38        | Волгоградская                                                              | город областного значения район закрытое административно-территориальное образование | район города горсовет поссовет сельсовет |
| 39        | Вологодская                                                                | город областного значения район | поссовет сельсовет - национальный сельсовет населённый пункт - городской - город районного значения - посёлок городского типа: рабочий, курортный, дачный - сельский: село, деревня, посёлок, местечко, хутор, другой (железнодорожная станция, разъезд) |
| 40        | Воронежская                                                                | городской округ район (муниципальный район) | внутригородской район - микрорайон городское поселение сельское поселение |
| 41        | Ивановская                                                                 | город район | район города населённый пункт - городской: город, посёлок - сельский: село, деревня |
| 42        | Иркутская                                                                  | округ город области район области - район в составе округа | район в городе области населённый пункт - городской - город - посёлок городского типа: рабочий посёлок, курортный посёлок, дачный посёлок - сельский: посёлок, село, деревня, заимка, участок, посёлок железнодорожной станции, блок-пост, хутор |
| 43        | Калининградская                                                            | город областного значения посёлок городского типа областного значения административный район | внутригородской административный район города областного значения Населённый пункт - городской - город - посёлок городского типа - рабочий, курортный, дачный посёлок - сельский: посёлок - железнодорожной станции |
| 44        | Калужская                                                                  | город район | округ города населённый пункт - городской - город - посёлок - дачный посёлок - сельский: село, посёлок, деревня, хутор, железнодорожная станция, железнодорожный разъезд |
| 45        | Кемеровская область — Кузбасс                                              | город областного подчинения посёлок городского типа областного подчинения административный район | внутригородской район города областного подчинения город районного подчинения посёлок городского типа сельская территория - национальная сельская территория |
| 46        | Кировская                                                                  | город район - район без сельских округов закрытое административно-территориальное образование | городской район (район города) городской населённый пункт (с подчинёнными сельскими или без) - город - посёлок городского типа сельский округ |
| 47        | Костромская                                                                | город областного значения район | округ города район города прочие внутригородские единицы поселение |
| 48        | Курганская                                                                 | город областного подчинения район | город районного подчинения посёлок городского типа (районного подчинения) сельсовет - сельский населённый пункт населённый пункт - городской - город - посёлок городского типа: рабочий посёлок, дачный посёлок, курортный посёлок - сельский: село, деревня, посёлок сельского типа, станция, станица |
| 49        | Курская                                                                    | район | город областного значения - округ город районного значения посёлок городского типа (рабочий посёлок) сельсовет |
| 50        | Ленинградская                                                              | административный округ - в границах нескольких муниципальных образований административный район муниципальное образование - городской округ - муниципальный район | муниципальное образование - поселение - городское - сельское |
| 51        | Липецкая                                                                   | город областного подчинения район | территориальный округ города областного подчинения город районного подчинения сельсовет |
| 52        | Магаданская                                                                | город областного значения район - национальный район (де-факто) | город - областного значения - районного значения городской населённый пункт - посёлок городского типа (рабочий посёлок) сельский населённый пункт: село, посёлок |
| 53        | Московская                                                                 | город областного подчинения - без административной территории - с административной территорией посёлок городского типа областного подчинения - без административной территории - с административной территорией закрытое административно-территориальное образование | административная территория |
| 54        | Мурманская                                                                 | город город с подведомственной территорией район закрытое административно-территориальное образование | административный округ города территориальный округ |
| 55        | Нижегородская                                                              | город областного значения - закрытое административно-территориальное образование городской округ район области | внутригородской район - города областного значения - городского округа - город окружного значения город районного значения рабочий посёлок курортный посёлок сельсовет |
| 56        | Новгородская                                                               | город областного значения административный район (район) | город районного значения посёлок городского типа - рабочий посёлок - курортный посёлок - дачный посёлок поселение |
| 57        | Новосибирская                                                              | город областного значения район области муниципальное образование - городской округ - муниципальный район | округ район населённый пункт - городской - город - областного значения - районного значения - посёлок городского типа - рабочий посёлок - дачный посёлок - курортный посёлок - сельский населённый пункт: посёлок, деревня, село, иное (станция, железнодорожная станция, разъезд, железнодорожный разъезд, аул, населённый пункт); дачный посёлок (согласно Росстату) сельсовет (де-факто) муниципальное образование - городское поселение - сельское поселение |
| 58        | Омская                                                                     | город областного значения район - национальный район | городской административный район (округ) городской населённый пункт - город областного значения - рабочий посёлок - дачный посёлок - сельский населённый пункт (посёлок) в подчинении города областного значения сельский округ - национальный сельский округ (де-факто) |
| 59        | Оренбургская                                                               | город район закрытое административно-территориальное образование | округ города район города поссовет сельсовет сельский населённый пункт: село, посёлок, деревня, станица, разъезд, станция, железнодорожный разъезд, железнодорожная станция, хутор, аул |
| 60        | Орловская                                                                  | город областного значения (подчинения) район | район города город районного значения посёлок городского типа сельсовет |
| 61        | Пензенская                                                                 | город областного значения - закрытое административно-территориальное образование район (сельский район) | городской район город районного значения посёлок городского типа (рабочий посёлок) сельсовет |
| 62        | Псковская                                                                  | административный округ (город) административный район (район) | микрорайон административное поселение - городское поселение - сельское поселение |
| 63        | Ростовская                                                                 | административно-территориальное образование - городской округ (город) - муниципальный район (район) - национальный район | административно-территориальная единица - район (внутригородская административно-территориальная единица) - городское поселение - сельское поселение |
| 64        | Рязанская                                                                  | город областного значения район | район города город районного значения сельский населённый пункт в подчинении города областного значения посёлок городского типа - рабочий посёлок - курортный посёлок - дачный посёлок - сельсовет (сельское поселение) |
| 65        | Самарская                                                                  | город областного значения - областной центр - особого функционального назначения федеральной значимости район (уезд) | городской район администрация города (по ОКАТО) - сельская администрация города (по ОКАТО) город местного (районного) значения волость (сельсовет, округ, другое) населённый пункт (поселение) - городской (городское поселение) - город - посёлок городского типа: рабочий, курортный, дачный сельский (сельское поселение): село, деревня, посёлок сельского типа, хутор, посёлок при железнодорожной станции (железнодорожная станция), кордон, иная территория в поселениях (железнодорожный разъезд, железнодорожная будка, железнодорожная платформа, железнодорожная казарма, населённый пункт при санатории, аул) |
| 66        | Саратовская                                                                | город областного значения (город) район закрытое административно-территориальное образование | городской район населённый пункт - городской - город областного значения - посёлок городского типа: рабочий посёлок, курортный посёлок, дачный посёлок - сельский: деревня, село, хутор, посёлок, другой (железнодорожная станция, железнодорожный разъезд, остановочная платформа) |
| 67        | Сахалинская                                                                | город областного значения район - район с административно-территориальными единицами городом районного значения и сельским округом - район с административно-территориальной единицей посёлком городского типа | город районного значения посёлок городского типа сельский округ населённый пункт - городской - город - посёлок городского типа: рабочий посёлок, дачный посёлок - сельский: село, посёлок, станция, разъезд, хутор |
| 68        | Свердловская                                                               | административно-территориальная единица, непосредственно входящая в состав области - город - район - закрытое административно-территориальное образование управленческий округ | административно-территориальная единица, входящая в состав административно-территориальной единицы - район города |
| 69        | Смоленская                                                                 | город, не входящий в район район - с сельскими населёнными пунктами, подчинёнными городскому населённому пункту | внутригородской район населённый пункт - городской - город - посёлок городского типа - рабочий посёлок - курортный посёлок - сельский: село, посёлок, деревня, хутор, станция, разъезд, иной (будка, казарма — отнесены к категории «деревня») - в административном подчинении городского населённого пункта - деревня в административном подчинении города, не входящего в район |
| 70        | Тамбовская                                                                 | город (областного значения) район - с входящим в состав городом районного значения | внутригородской район город (краевого значения) поссовет сельсовет |
| 71        | Тверская                                                                   | округ - город областного значения - центр — город окружного значения - закрытое административно-территориальное образование район области | район города поселение - городское - сельское |
| 72        | Томская                                                                    | город областного подчинения район - национальный район (де-факто) | городской район населённый пункт - городской - город районного подчинения - рабочий посёлок - сельский: посёлок, село, деревня, железнодорожный разъезд, станция, иной |
| 73        | Тульская                                                                   | город областного подчинения район | район в городе территориальный округ город районного подчинения посёлок городского типа - рабочий посёлок сельский округ (сельская администрация, сельская территория, волость) - сельский населённый пункт: село, деревня, сельский посёлок, другой (хутор, слобода) |
| 74        | Тюменская без учёта Ханты-Мансийского и Ямало-Ненецкого автономных округов | город район - без сельских округов | административный округ города сельский округ |
| 75        | Ульяновская                                                                | город областного значения административный район | внутригородской район города областного значения поселковый округ районный округ |
| 76        | Челябинская                                                                | город - город с территориальным районом район - национальный район (де-факто) | внутригородской (территориальный) район город посёлок городского типа (рабочий посёлок) сельсовет |
| 77        | Ярославская                                                                | город областного значения район | городской район городской населённый пункт - город районного значения - рабочий посёлок, курортный посёлок, дачный посёлок сельсовет |
| 77.000004 | автономная область                                                         | | |
| 78        | Еврейская                                                                  | город областного значения район | |
| 78.000005 | автономные округа                                                          | | |
| 79        | Ненецкий входит в состав Архангельской области                             | город окружного значения район автономного округа | посёлок городского типа районного подчинения (рабочий посёлок) сельсовет - сельский населённый пункт: посёлок, село, деревня |
| 80        | Ханты-Мансийский — Югра входит в состав Тюменской области                  | город окружного значения район | |
| 81        | Чукотский                                                                  | город окружного значения район закрытое административно-территориальное образование | |
| 82        | Ямало-Ненецкий входит в состав Тюменской области                           | город окружного значения район - национальный район (де-факто) | |
| 82.000006 | города федерального значения                                               | | |
| 83        | Москва                                                                     | административный округ | район поселение официальный статус не прописан - отдельная территория (участок) - населённый пункт - город - посёлок городского типа: посёлок, рабочий посёлок, дачный посёлок - сельский населённый пункт: посёлок, село, деревня, хутор, посёлок станции, местечко |
| 84        | Санкт-Петербург                                                            | район территория со специальным статусом | |
| 85        | Севастополь                                                                | район | |